# I. Beatrix portugál királynő
I. Beatrix (Coimbra, Portugália, 1372 – Madrigal de las Altas Torres, Kasztília/Toro, Leóni Királyság, 1409 (után)), portugálul: Brites/Beatriz de Portugal, spanyolul: Beatriz de Portugal, latinul: Beatrix/Beatricis regina Portugaliae/Lusitaniae, portugál királynő és I. János kasztíliai király feleségeként kasztíliai királyné.

## Élete

Beatrix címere

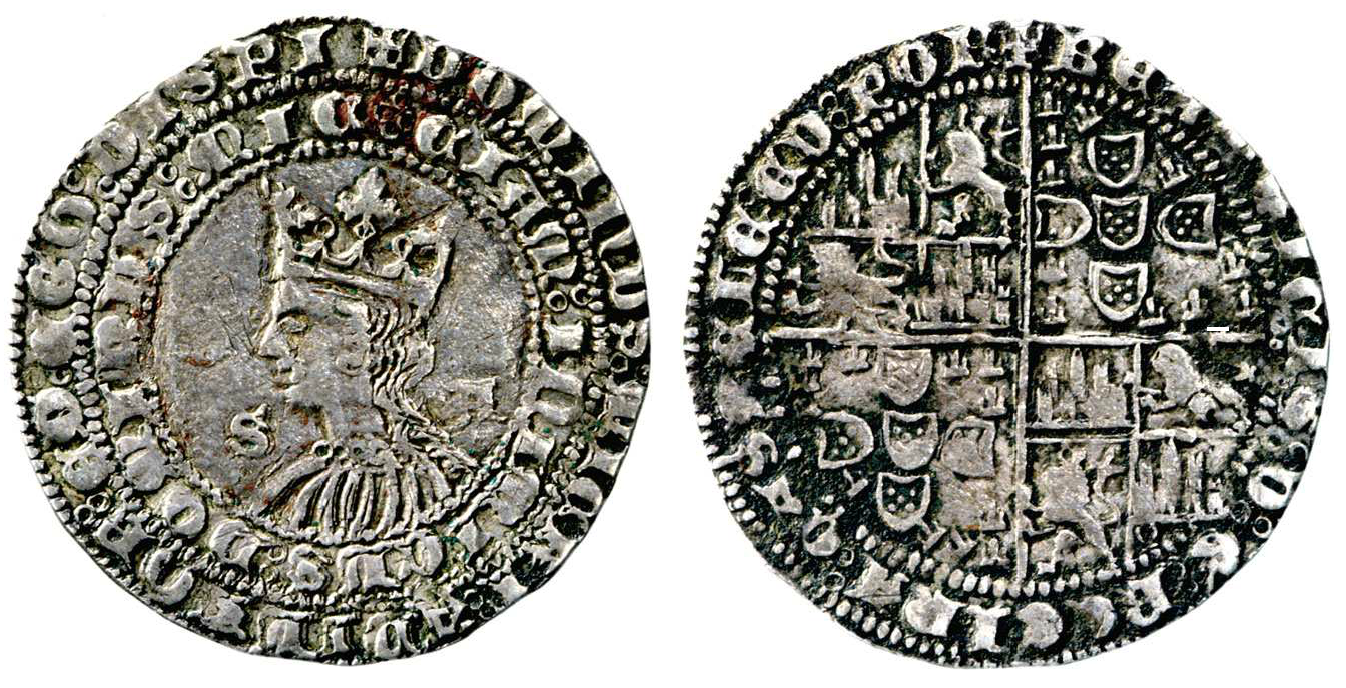
Beatrix királynő pénze (real), rajta a latin nyelvű felirat: Beatricis D(ei) G(racia) Regina Caste(llae) Leg(i)o(nis) Port(ugaliae) (Beatrix I(sten) k(egyelméből) Kaszt(ília), Leó(n), Port(ugália) királynője /királynéja/)

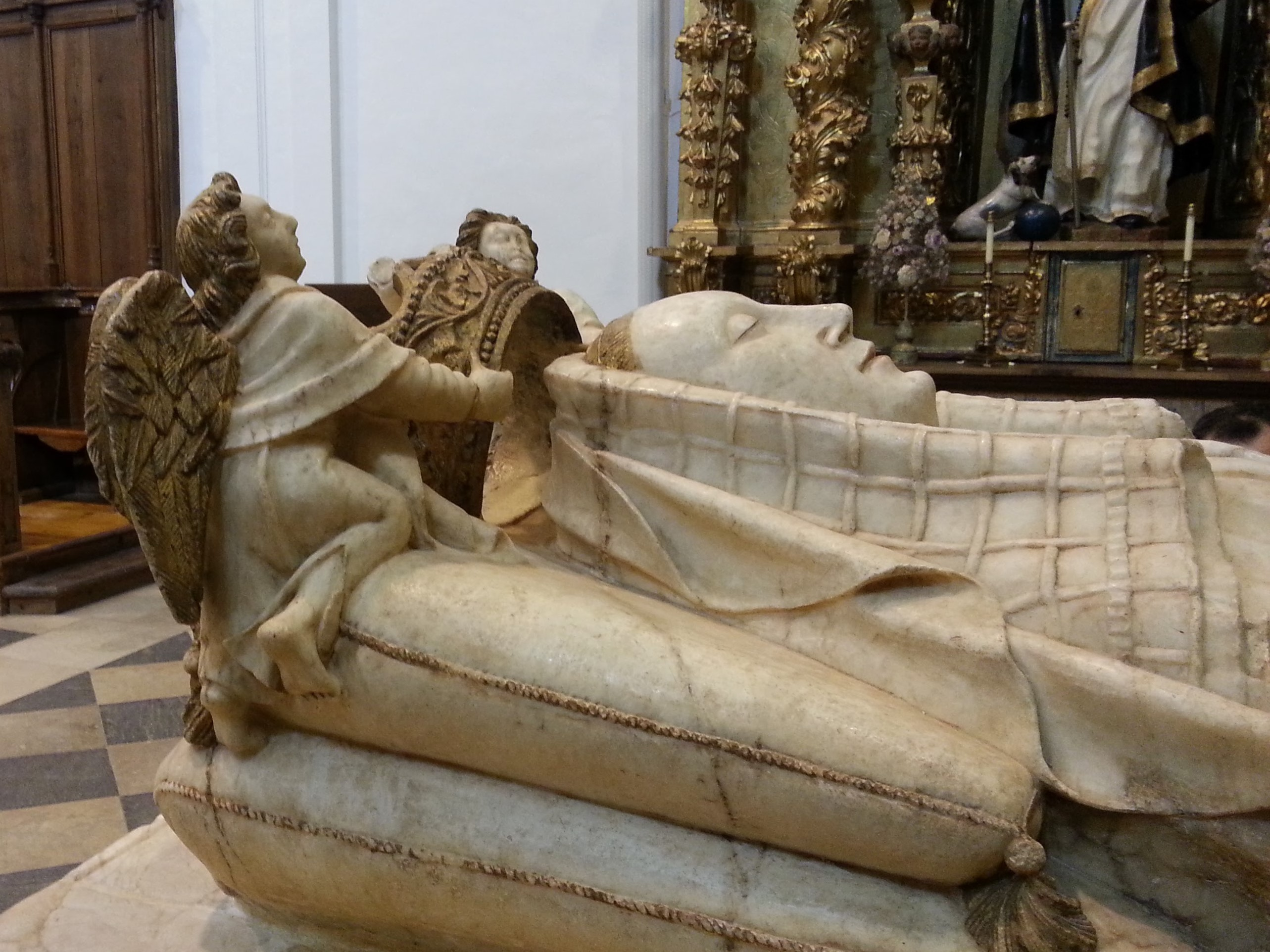
Síremlékének részlete, Szent Lélek kolostor, Toro

Apja I. Ferdinánd portugál király (1345–1383), anyja Teles–Meneses Eleonóra (1350–1386) úrnő, Teles–Meneses Márton Alfonz portugál nemes lánya. A tízéves Beatrixot a portugál–kasztíliai békeszerződés eredményeként 1382 augusztusában eljegyezték I. János kasztíliai király másodszülött fiával, a kétéves Ferdinánd infánssal (1380–1416), de egy hónappal később a kasztíliai király megözvegyült, miután aragón felesége, Eleonóra kasztíliai királyné gyermekágyi lázban meghalt megszületett kislányával együtt, és ekkor I. János a fia helyett a maga számára kérte meg az öccsei halála után portugál trónörökösnővé előlépett kis hercegnőt. A házasságot 1383. május 14-én vagy 17-én kötötték meg a kasztíliai Badajoz városában. Az esküvőn a díszvendég a kasztíliai király által az egyiptomi fogságból kiváltott V. Leó örmény király volt, akit I. János megajándékozott Madrid városával.
Öt hónappal az esküvő után, 1383. október 29-én meghalt a portugál király, és trónját megörökölte a lánya. Beatrix távollétében pedig anyja, Eleonóra portugál királyné átvette a régensséget. A nőuralom ellen azonban felkelés robbant ki a fővárosban, ezért I. János, aki felesége jogán felvette a Portugália királya címet, bevonult Portugáliába, hogy felesége jogait érvényesítse. Polgárháború alakult ki az országban, és végül 1385. április 6-án Beatrix nagybátyja, János, Avis nagymestere, I. Péter portugál király természetes fia Coimbrában királlyá kiáltatta ki magát, és Beatrix és I. János kasztíliai király ellenében elismertette az uralmát az országban.
Beatrix még 1384-ben 12 évesen fiút szült, akit Mihálynak neveztek el, és apja portugál trónörökösé nevezett ki, de a kis herceg a következő évben meghalt. Beatrixnak több gyermeke nem született, így jogait nem tudta érvényesíteni Portugáliában, hiszen a portugálok szemében az ő királysága az idegen uralommal vált egyenlővé.
Férje elhunyta (1390) után nem ment többé férjhez, halálának pontos ideje nem ismeretes, de a Leóni Királyságban fekvő Toróban, a Szent Lélek kolostorban helyezték örök nyugalomra.

## Gyermeke
- Férjétől, I. János kasztíliai királytól (1358–1390), 1 fiú:
  - Mihály (1384–1385) portugál és kasztíliai infáns, Portugália trónörököse

## Családfa
| I. Péter portugál király * 1320. IV. 8. † 1367. I. 18. | I. Péter portugál király * 1320. IV. 8. † 1367. I. 18. |                                                            |                                                            | Kasztíliai Konstancia * 1315/23 † 1345. XI. 13. | Kasztíliai Konstancia * 1315/23 † 1345. XI. 13. |  |  | Teles–Meneses Márton Alfonz * ? † 1356 | Teles–Meneses Márton Alfonz * ? † 1356 |                                               |                                               | Aldonça Anes de Vasconcelos * ? † ? | Aldonça Anes de Vasconcelos * ? † ? |
|                                                        |                                                        |                                                            |                                                            |                                                 |                                                 |  |  |                                        |                                        |                                               |                                               |                                     |                                     |
|                                                        |                                                        |                                                            |                                                            |                                                 |                                                 |  |  |                                        |                                        |                                               |                                               |                                     |                                     |
|                                                        |                                                        | I. Ferdinánd portugál király * 1345. X. 31. † 1383. X. 22. | I. Ferdinánd portugál király * 1345. X. 31. † 1383. X. 22. |                                                 |                                                 |  |  |                                        |                                        | Teles–Meneses Eleonóra * 1350 † 1386. IV. 27. | Teles–Meneses Eleonóra * 1350 † 1386. IV. 27. |                                     |                                     |
|                                                        |                                                        |                                                            |                                                            |                                                 |                                                 |  |  |                                        |                                        |                                               |                                               |                                     |                                     |
|                                                        |                                                        |                                                            |                                                            |                                                 |                                                 |  |  |                                        |                                        |                                               |                                               |                                     |                                     |
|                                                        |                                                        |                                                            |                                                            |                                                 |                                                 |  |  |                                        |                                        |                                               |                                               |                                     |                                     |

|  |  |  |  | I. Beatrix * 1372 † 1409 (után) | I. Beatrix * 1372 † 1409 (után) | I. János kasztíliai király * 1358. VIII. 24. † 1490. X. 9. OO 1383. V. 14./17. | I. János kasztíliai király * 1358. VIII. 24. † 1490. X. 9. OO 1383. V. 14./17. |  |  |
|  |  |  |  |                                 |                                 |                                                                                |                                                                                |  |  |
|  |  |  |  |                                 |                                 |                                                                                |                                                                                |  |  |
|  |  |  |  | Mihály * 1384 † 1385            |                                 |                                                                                |                                                                                |  |  |